# Oberonia valetoniana
Oberonia valetoniana är en orkidéart som beskrevs av Johannes Jacobus Smith. Oberonia valetoniana ingår i släktet Oberonia och familjen orkidéer. Inga underarter finns listade i Catalogue of Life.